# Kreuzkirche (Weimar)

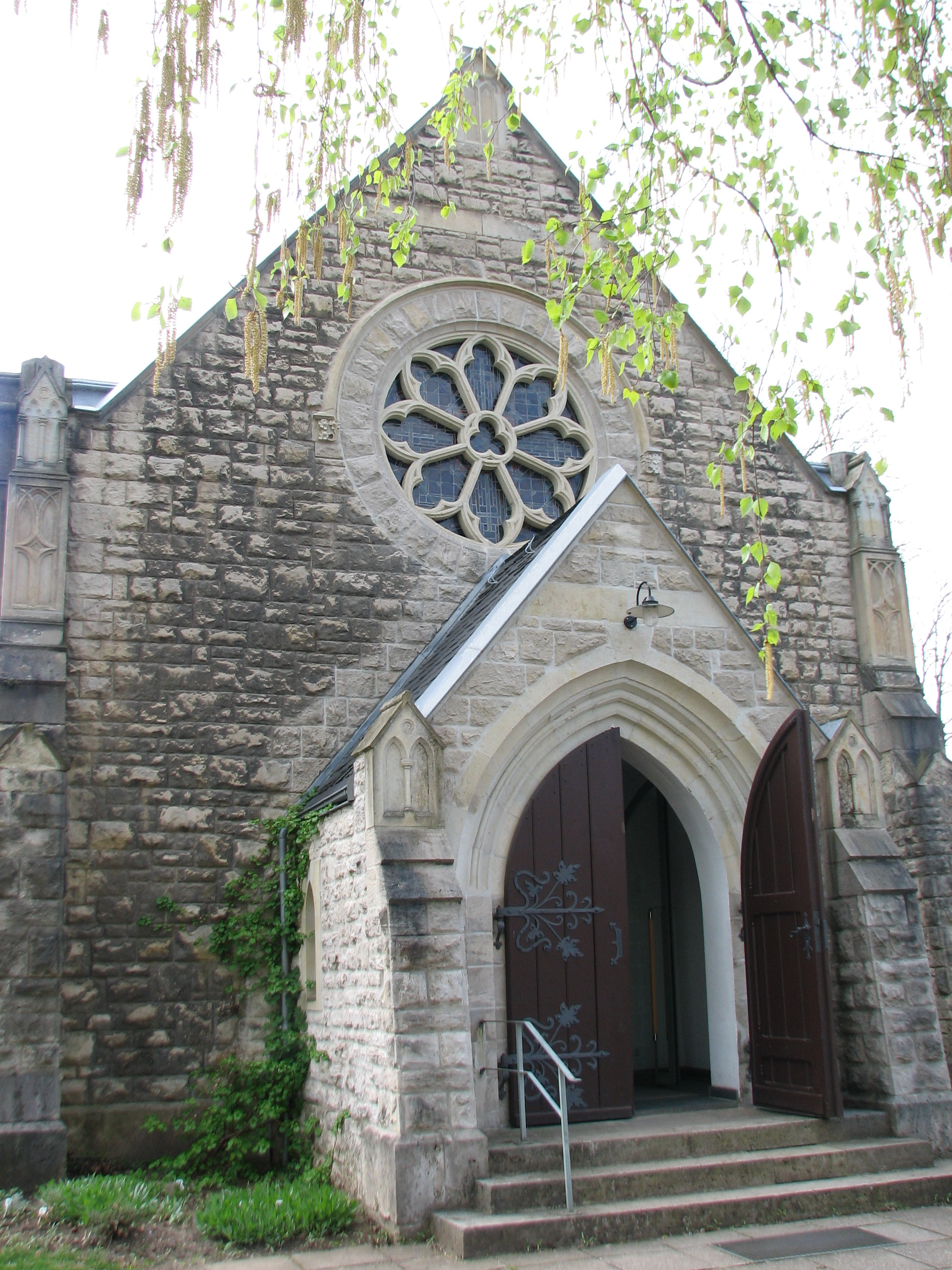
Eingang und Fensterrose

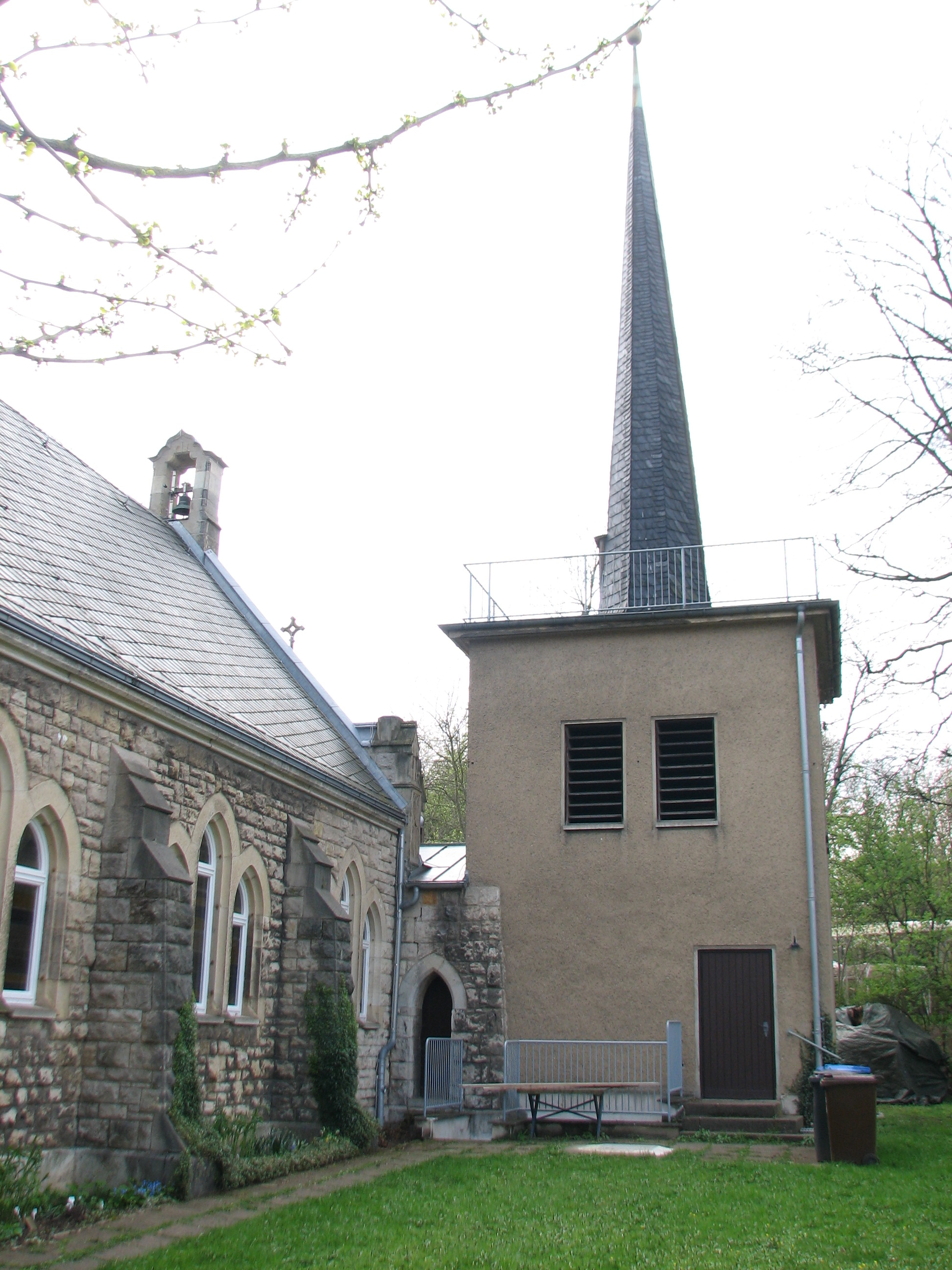
Glockenturm der Kreuzkirche Weimar

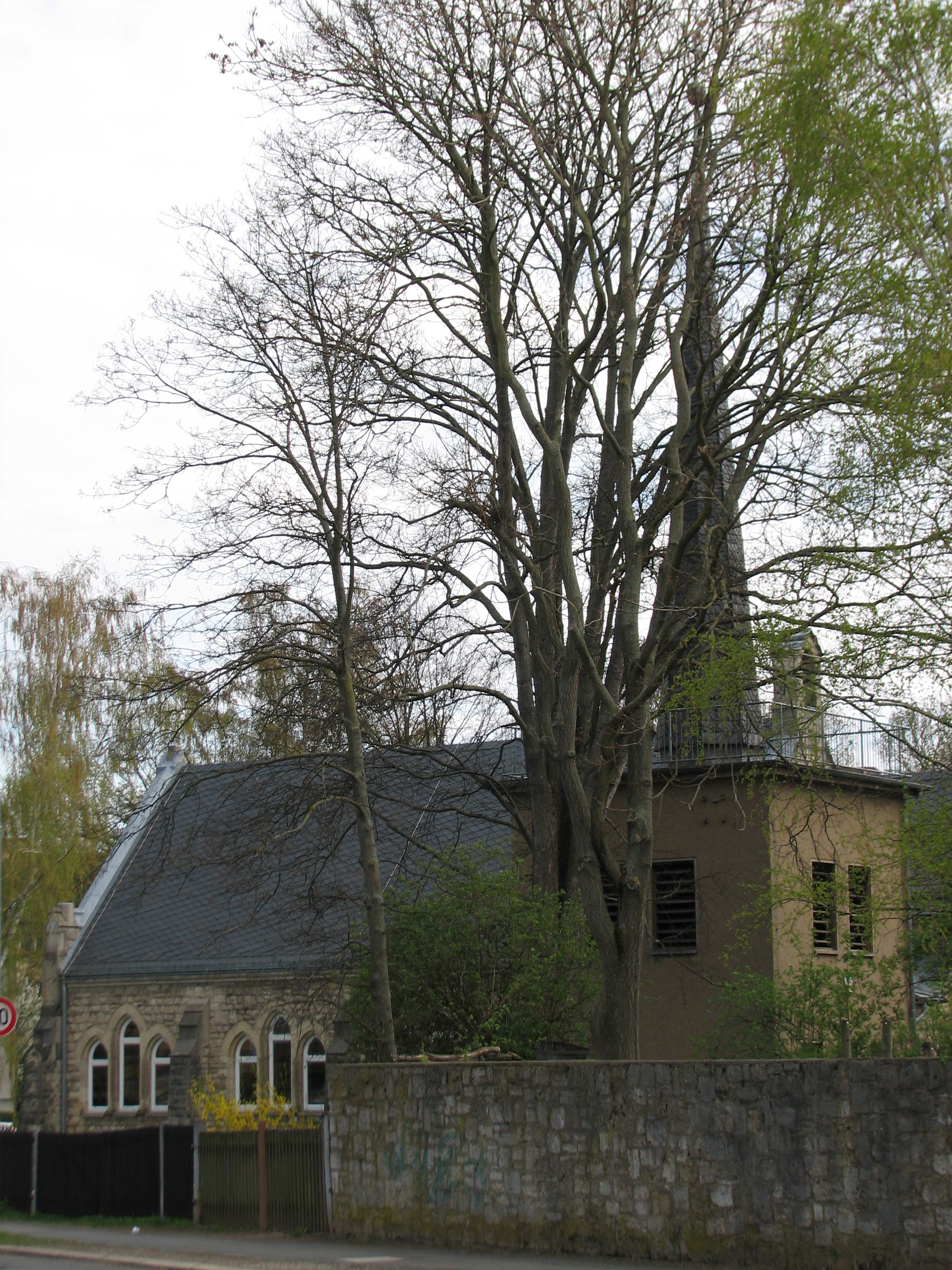
Gesamtansicht aus Richtung Shakespearestraße

Die evangelisch-lutherische Kreuzkirche in Weimar (Böhlaustraße 2 / Ecke William-Shakespeare-Straße) gehört seit 1928 zur örtlichen evangelisch-lutherischen Kirchengemeinde, seit 2009 eine Gemeinde der Evangelischen Kirche in Mitteldeutschland. Ursprünglich wurde der Sakralbau im Jahr 1899 als Kirche Saint Michael and all Angels der Church of England geweiht.

## Architektur
Die Kreuzkirche ist eine neugotische Saalkirche von niedrigen Verhältnissen. Grundsteinlegung war am 1. Juni 1899 im Beisein von Großherzog Carl Alexander. Sie wurde nach Plänen von Rudolf Zapfe für die anglikanische Kirchgemeinde in Weimar erbaut, am 29. September 1899 war ihre Einweihung. Zapfe hat sich im Stil und in den Proportionen des Außenbaus im Sinne seiner Auftraggeber am Typus einer kleinen englischen Kirche aus der Zeit der Frühgotik orientiert.
Vom ursprünglichen Zustand ist das Äußere des Kirchenschiffs erhalten; das Innere wurde nach wechselvollen Bauschicksalen 1973–1974 von Architekt Klaus Kaufmann und Bildhauer Friedrich Press neu gestaltet.

## Geschichte und Gegenwart

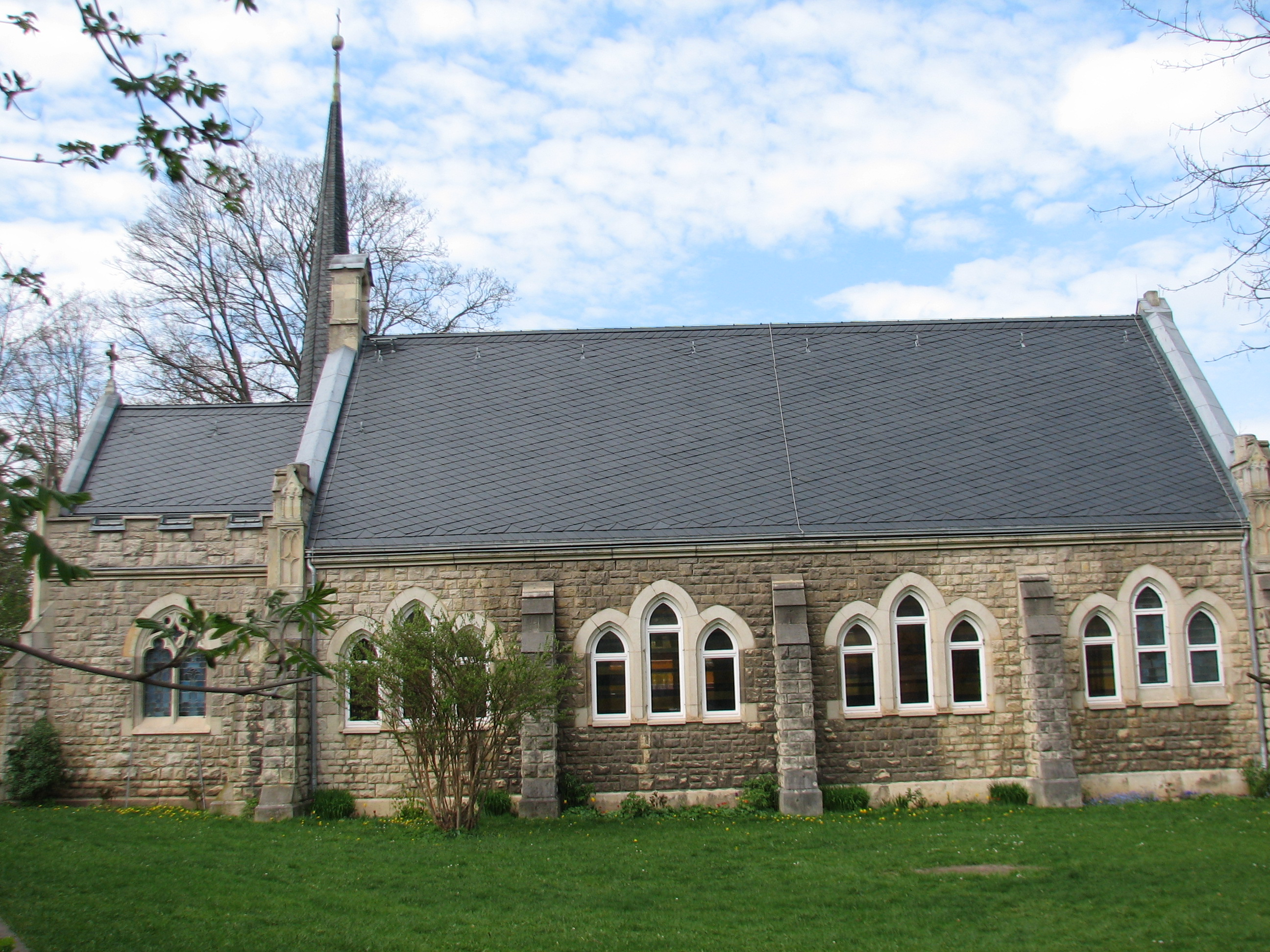
Gesamtansicht

Seit Mitte des 19. Jahrhunderts wurde in Weimar eine größere Zahl an Menschen meist englischer Herkunft heimisch, die sich eng mit der Stadt, der deutschen Sprache, der deutschen Kultur und der Weimarer Klassik verbunden fühlten. Diese Wissenschaftler, Künstler und Kulturschaffenden samt ihren Familien konnten 1899 ihren Wunsch verwirklichen und für ihre Kirchgemeinde an Weimars damaligem Stadtrand eine eigene Kirche errichten. Die Kirche wurde am 29. September 1899 geweiht und erhielt den Namen Saint Michael and all Angels. Erbaut wurde sie im Perpendikular-Stil; eine andere Quelle ordnet sie als Bauwerk der Neogotik ein. 
Mit Beginn des Ersten Weltkriegs 1914 wurden diese Menschen als Kriegsgegner Deutschlands eingestuft und mussten Weimar und Deutschland verlassen. Der Sakralbau verwaiste und blieb viele Jahre ungenutzt. Schließlich erwarb im Februar 1928 Weimars evangelisch-lutherische Kirchgemeinde das Gotteshaus für 2.000 Reichsmark und weihte es am 30. September 1928 neu ein; seit Dezember 1928 trägt es den Namen „Kreuzkirche“. Zu dieser Zeit erfolgte auch der Einbau der mehrfach segmentbogenförmig gewölbten Rabitzdecke unter der bis dahin sichtbaren Dachkonstruktion.
Im Jahr 1955 baute Orgelbaumeister Gerhard Kirchner seine Orgel ein (1989 erneuert), im Jahr 1962 folgte die Montage der Schilling-Glocken aus Apolda in dem an das Kirchgebäude angrenzenden Glockenturm.
Bei der gründlichen Erneuerung in den Jahren 1972–1975 bekam der Innenraum eine andere Gestalt. Die dreifach mögliche Raumteilung mit abgehängter Kassettendecke, beweglicher Bestuhlung und Fußbodenheizung schlug Eisenachs Kirchenbaumeister und Architekt Klaus Kaufmann vor.
Die vielfältigen Nutzungsmöglichkeiten des Kirchenraums belebten die Aktivitäten in der Gemeinde. Kantorei und Posaunenchor der Kreuzkirche sind seither eine feste Größe in der Weimarer Kirchgemeinde. 
Der Weimarer Kunstmaler Gottfried Schüler übernahm die farbige Gestaltung der Fenster. Paramente und einen Wandbehang fertigte die Weimarer Textilgestalterin Anneliese Jährling (Ehefrau des Künstlers Horst Jährling). Der Altarraum wurde 1973–1974 vom Bildhauer Friedrich Press aus Dresden gestaltet.
Im Jahre 1999 konnte die Gemeinde im Garten der Kreuzkirche nach den Plänen des Architekten Bernhard Zschiedrich ein Gemeindehaus bauen. 2006 und 2007 wurde das Dach der Kreuzkirche mit Schiefer neu gedeckt, 2008 und 2009 wurde unter der Leitung des Architekturbüros Meyer-Landrut der Innenraum und der Eingangsbau saniert. Ziel war die Wiederherstellung des Innenraumes in seiner Erscheinung von 1928.
Das Tonnengewölbe aus der Zeit von 1928 wurde freigelegt, so dass die Fensterrosette über der Eingangswand wieder zu sehen ist. Auch eine neue Taufglocke wurde auf dem Dachreiter installiert.
Seit dem Jahre 2019 gibt es wieder anglikanische Gottesdienste in der Kreuzkirche unter der Obhut der Convocation of Episcopal Churches in Europe. Die neu entstandene anglikanische Gemeinde beruft sich auf die ehemalige Kirchengemeinde der Church of England und heißt St. Michael's Church in Thuringia.

## Bilder

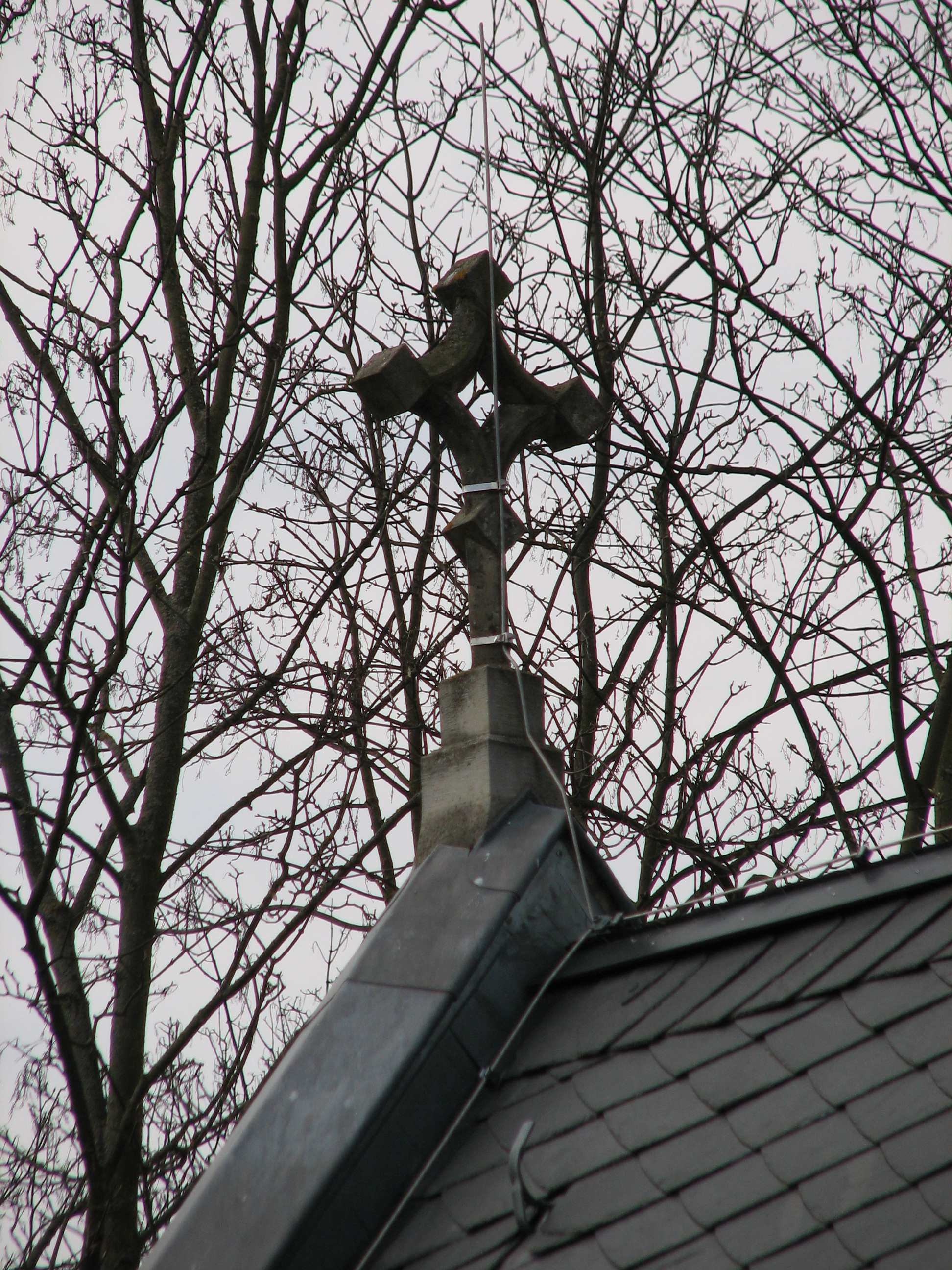
Dachkreuz der Kreuzkirche Weimar
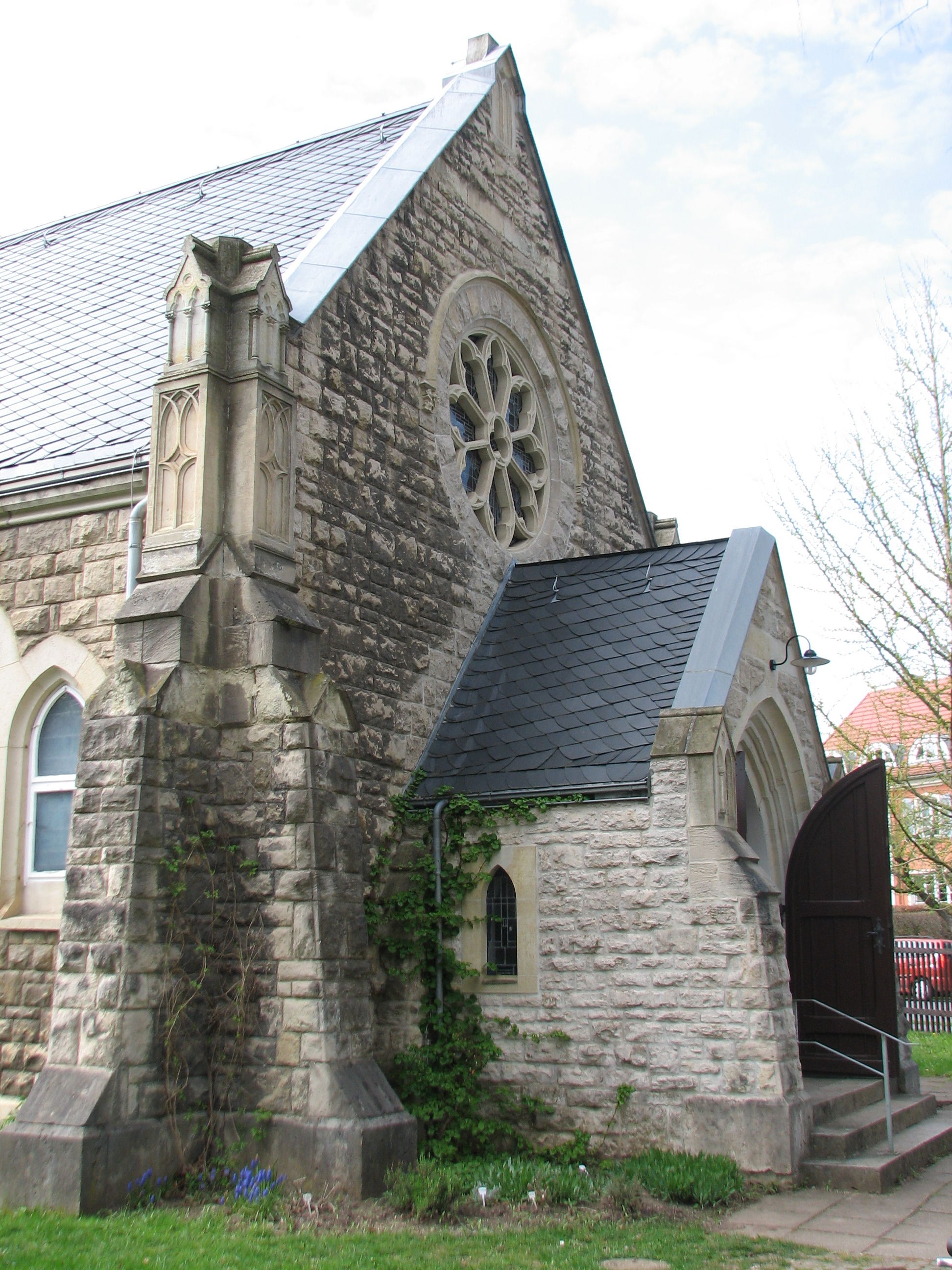
Kreuzkirche Weimar – Eingangsbereich
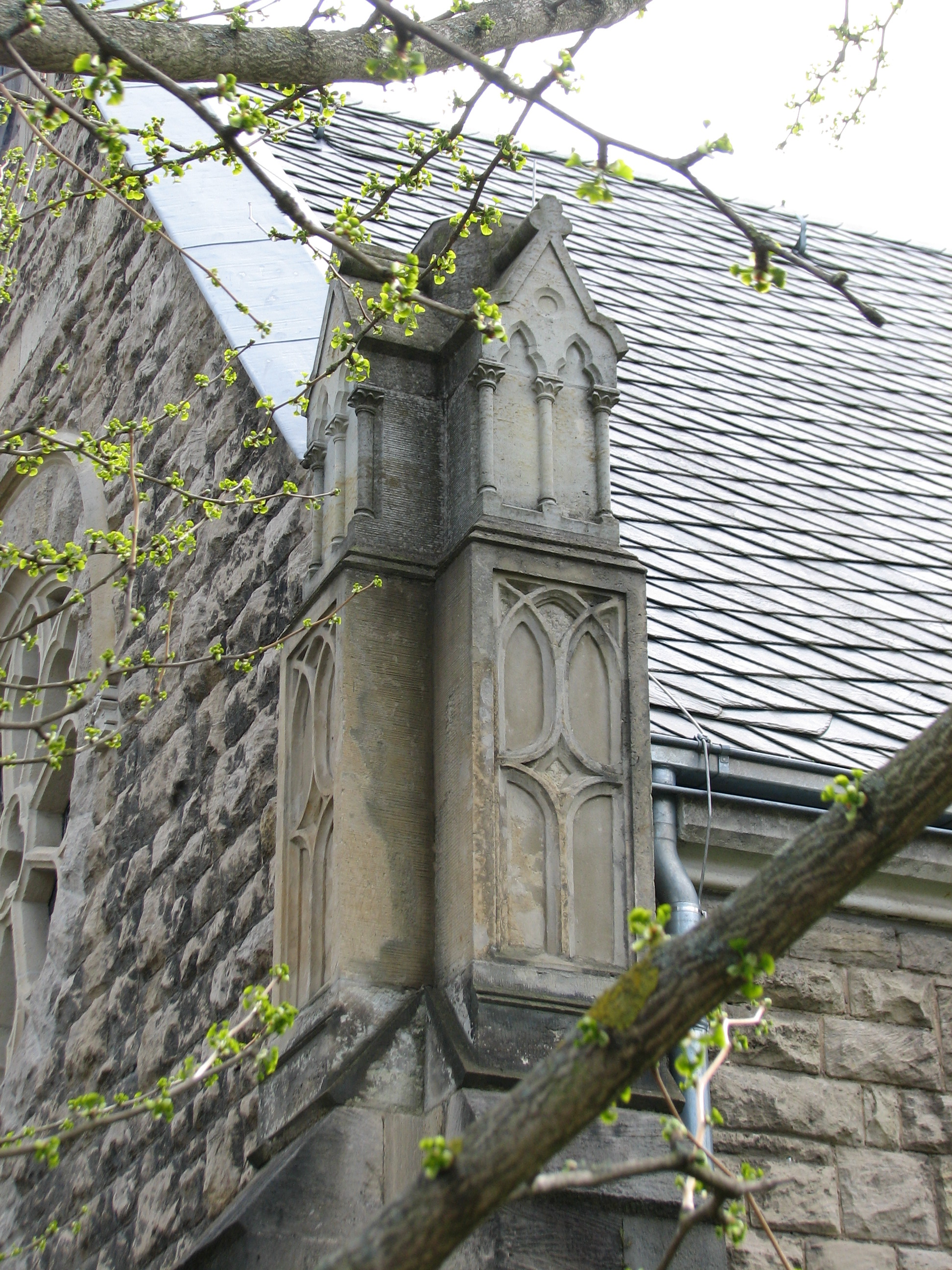
Kreuzkirche Weimar – Detailansicht 2
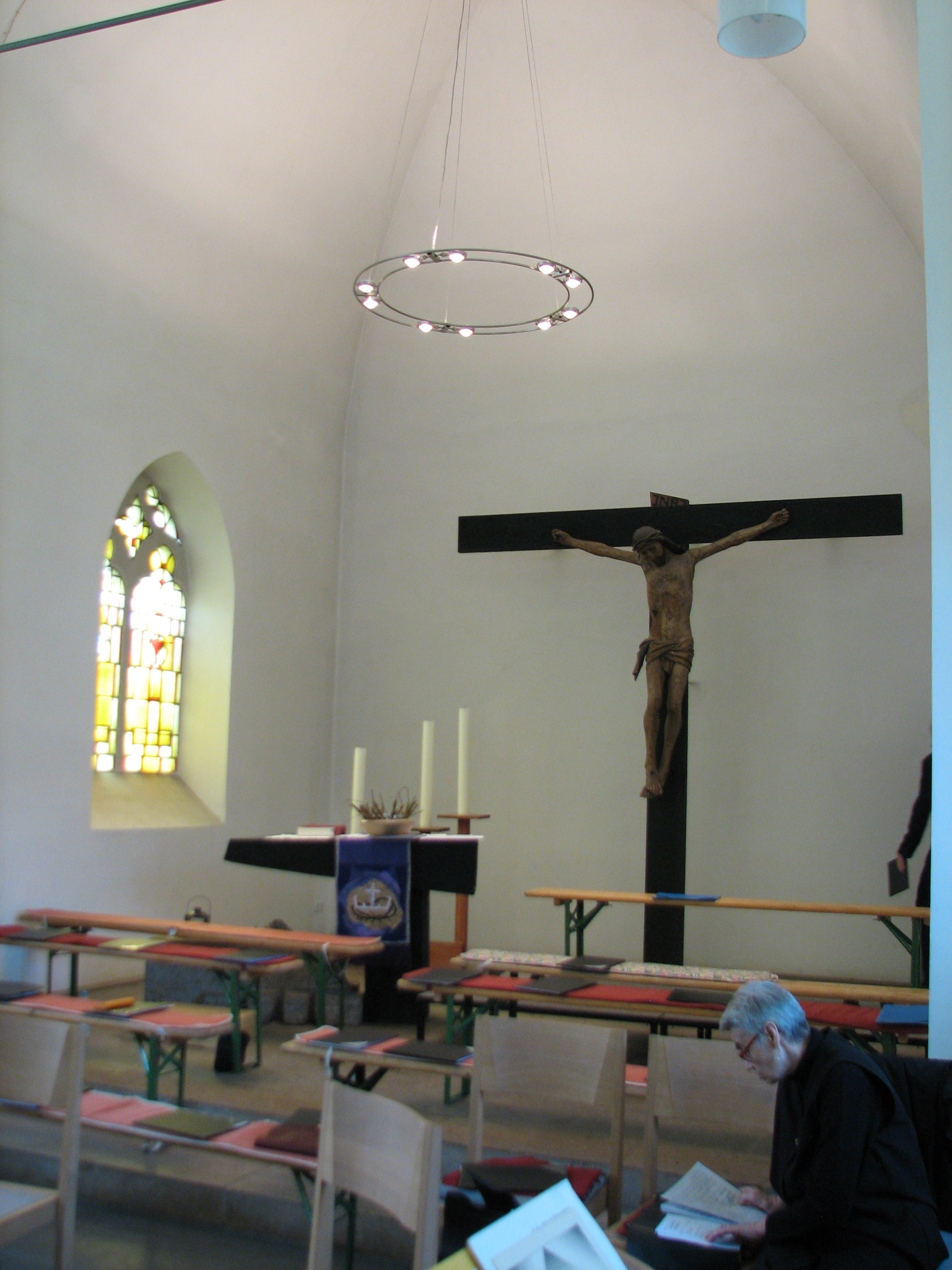
Kreuzkirche Weimar – Altar und Kruzifix
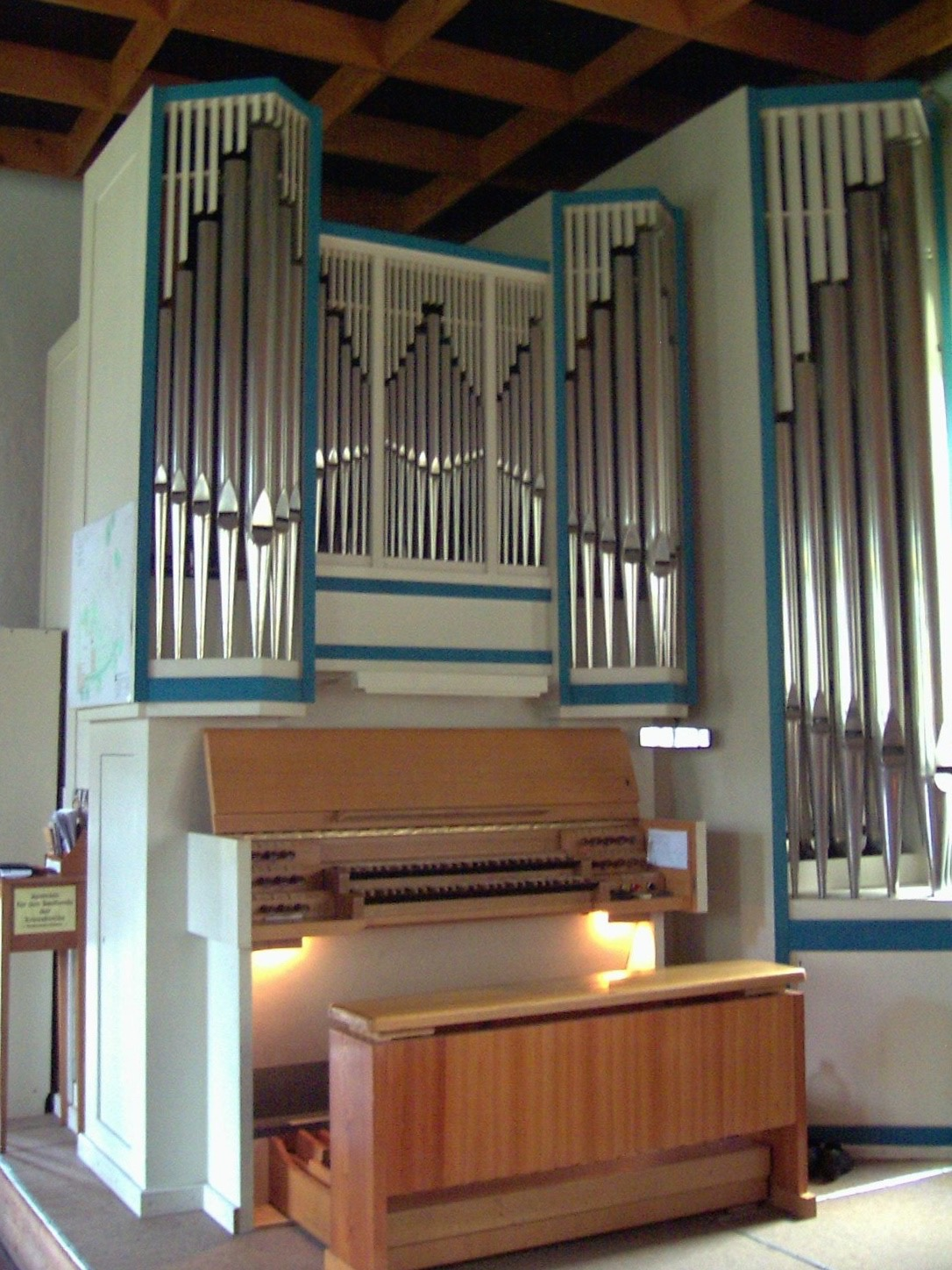
Schuke-Orgel

## Orgel
Die aktuelle Orgel von 1989 stammt von Alexander Schuke. Sie hat 16 Register auf zwei Manualen und Pedal. Sie ersetzte ein 1955 von Gerhard Kirchner (Weimar) gebautes Instrument.

## Glocken
Die Kirche hat fünf Bronzeglocken der traditionsreichen Firma Franz Schilling Söhne aus Apolda, die am 3. Advent 1960 gegossen und 1962 in den Turm gehoben wurden, Glockenweihe war am 29. Juli 1962 im Beisein von Bischof Moritz Mitzenheim und Weimars Oberbürgermeister Luitpold Steidle.
| Foto | Jahr | Ø   | Masse (kg) | Nominal   | Glockenzier und Inschriften |
| ---- | ---- | --- | ---------- | --------- | --- |
|      | 1962 | 920 | 500        | a1        | Schulter: /+ EIN FESTE BURG IST UNSER GOTT +/ Flanke: /AUF/                                                                                             |
|      | 1962 | 810 | 350        | h1        | Schulter: /+ ERHALT UNS HERR BEI DEINEM WORT +/ Flanke: /ER-/                                                                                           |
|      | 1962 | 750 | 290        | c2 / cis2 | Schulter:/+ O LAND LAND LAND HÖRE DES HERREN WORT +/ Flanke: /DEN/                                                                                      |
|      | 1962 | 670 | 200        | d2        | Schulter: /+ KÄMPFE DEN GUTEN KAMPF DES GLAUBENS ERGREIFE DAS EWIGE LEBEN/ /DAZU DU AUCH BERUFEN BIST +/ [fließender Zeilenübergang] Flanke: /FRIED/    |
|      | 1962 | 600 | 140        | e2        | Schulter: /+ NUN ABER BLEIBT GLAUBE HOFFNUNG LIEBE DIESE DREI ABER DIE LIEBE/ /IST DIE GRÖSSTE UNTER IHNEN +/ [fließender Zeilenübergang] Flanke: /UND/ |

| Foto | Herkunft      | Jahr | Ø | Masse (kg) | Nominal | Glockenzier und Inschriften | Glockengeschichte |
| ---- | ------------- | ---- | - | ---------- | ------- | --- | --- |
|      | Schiffsglocke | 1879 |   |            |         | Schulter: Kordelsteg Flanke: /S.M.S. GNEISENAU/ Flanke: (andere Seite) Relief eines doppelköpfigen Adlers Wolm: ein runder Reifen Schlag Kordelsteg | 1906 Bronzeglocke „Taufglöckchen“ Voß & Sohn (Stettin); 1928 angebracht und geweiht; 1931 Foto mit leerem Joch im Dachreiter 1931/33 Bronzeglocke Franz Schilling Söhne (Apolda) [Planung/nicht ausgeführt] 1879 Stapellauf der SMS Gneisenau in Danzig; 1900 vor Málaga auf Hafenmole aufgelaufen; Glocke geborgen; 2006 in Dachreiter gefügt |